# 第十宗谷丸
第十宗谷丸（だい10そうやまる）は、東日本海フェリーが運航していたフェリー。

## 概要
内海造船田熊工場で建造され、1984年5月に利礼航路に就航した。
1997年に引退、韓国の韓一高速へ売却され、HANIL CARFERRY NO.1となった。
その後、2007年にフィリピンのGothong Southern Shipping Linesに売却され、Dona Rita Sr.となった。
2011年にTrans-Asia Shipping Linesに売却され、Trans-Asia 8となり、セブ - イロイロ航路などに就航している。

## 設計
全通甲板型の自動車渡船兼旅客船である。航路特性から耐氷設計とされ、船底前部は二重底構造となっている。
フィリピンへの売船後に船室が増設されている。